# Departamento del Orinoco
El departamento del Orinoco fue una subdivisión administrativa y territorial de la Gran Colombia ubicada en el suroriente de la actual Venezuela. Fue creado en 1821 a partir del extenso departamento de Venezuela, incluyendo así las áreas de los actuales estados de Bolívar, Amazonas, Delta Amacuro, Sucre, Anzoátegui y Monagas, junto con las islas que hoy componen el estado Nueva Esparta y el norte de la Guayana Esequiba.

## Historia

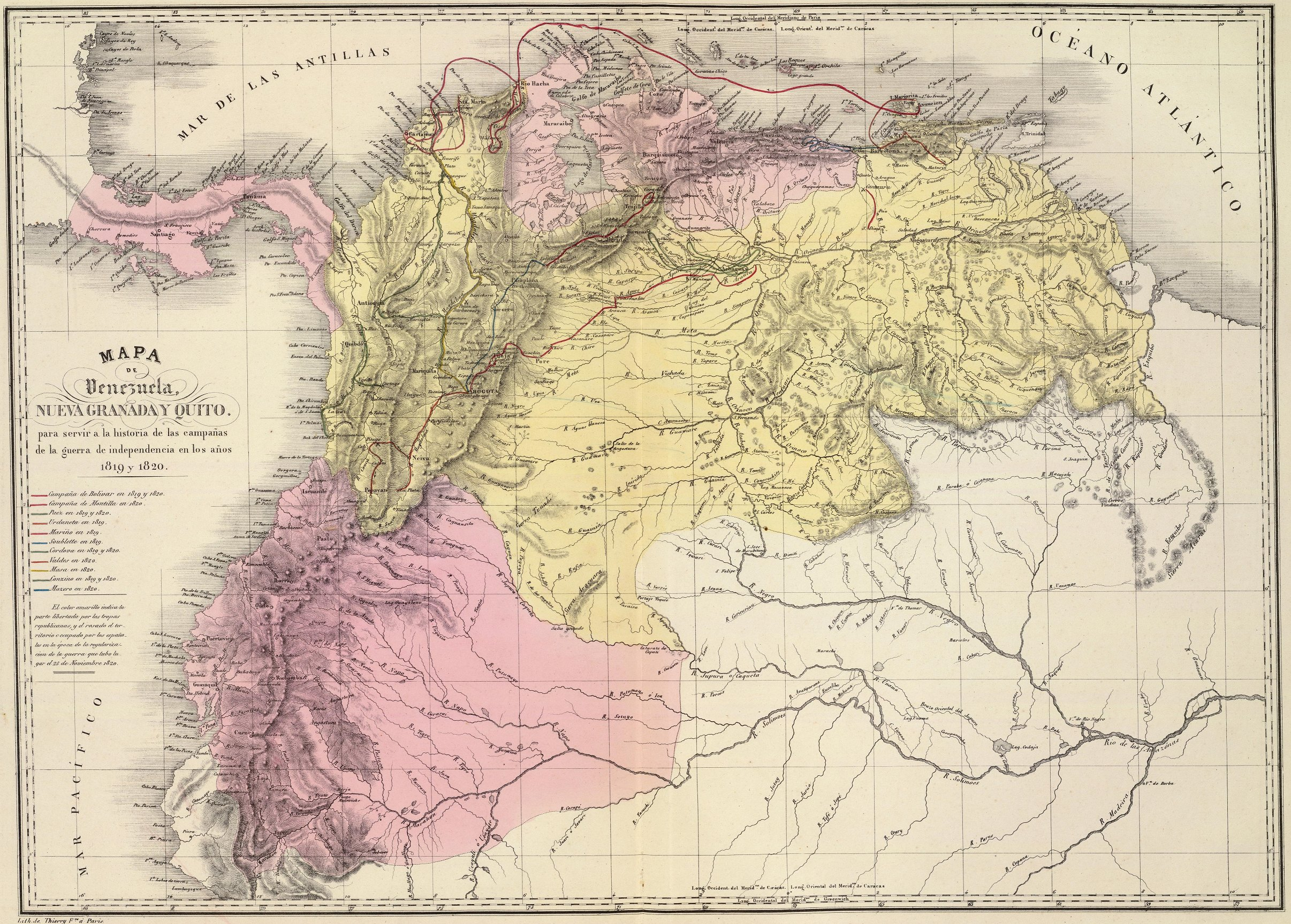
Los territorios del antiguo Virreinato de la Nueva Granada entre 1819 y 1820. En rojo los territorios en poder de las fuerzas españolas, en amarillo los territorios independientes.

1817: Da inicio la reconquista de Venezuela por parte de Pablo Morillo, quien se apodera de las poblaciones de Cariaco, Carúpano y Güiria. Los patriotas en tanto emprenden la Campaña de Guayana para evitar la arremetida española.
1818: Bolívar sube por el Orinoco hasta llegar a Angostura y emprende una pequeña campaña en Cumaná, para luego regresar a Angostura.
1819: Se inaugura el Congreso de Angostura en el cual se pone de manifiesto la unión de la Nueva Granada y Venezuela en una sola nación con el nombre de República de Colombia. Ese mismo se reúnen Bolívar y Santander para emprender la Campaña Libertadora de Nueva Granada.
1820: Monagas ocupa la ciudad de Barcelona.
1821: Se crean los departamentos de Zulia y Orinoco con la separación de varias provincias del departamento de Venezuela.

## Divisiones administrativas

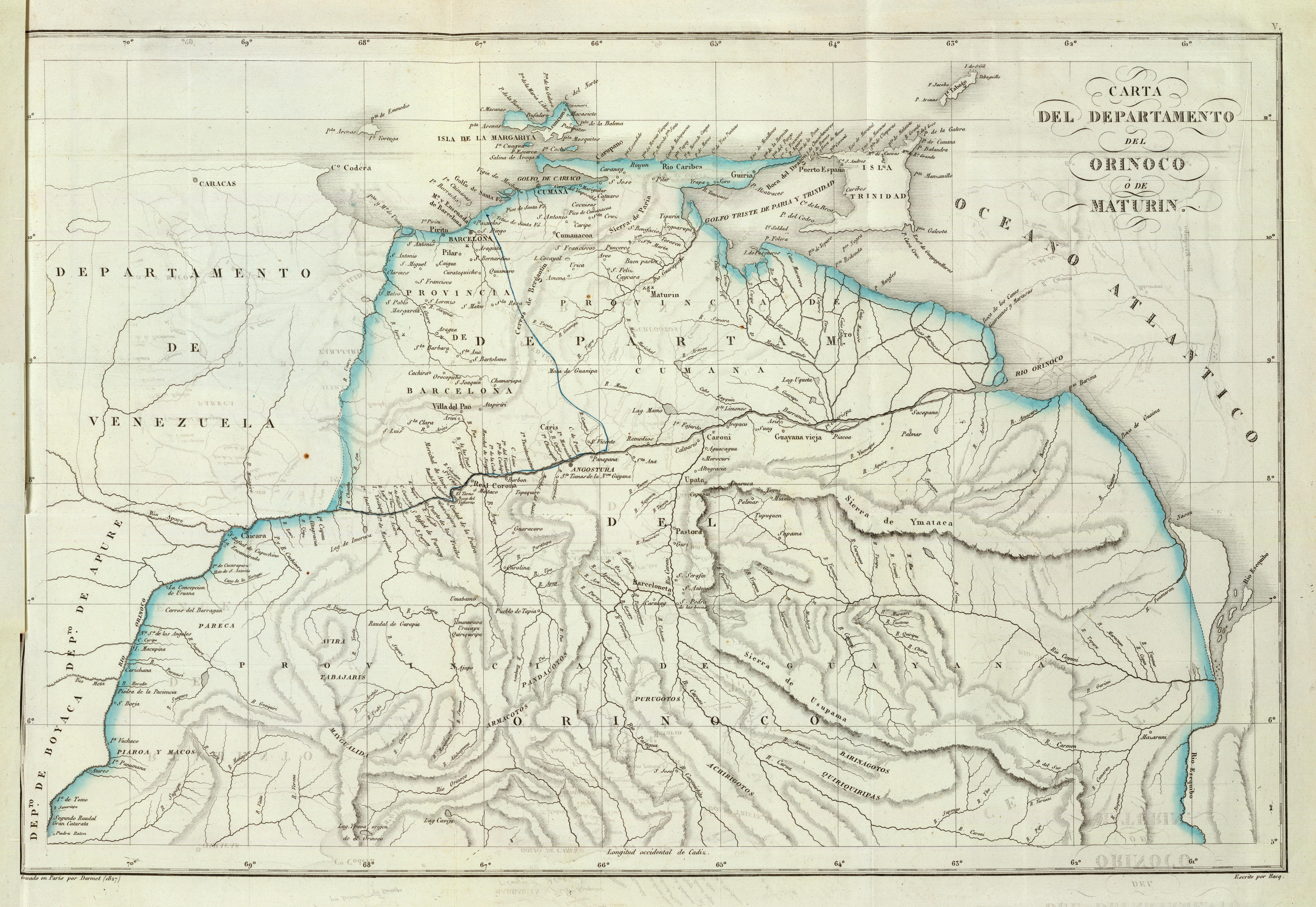
Carta del departamento del Orinoco y sus divisiones administrativas en 1827.

El departamento se subdividía en provincias y estas en cantones. La capital departamental era Cumaná. De acuerdo a las leyes de la Gran Colombia, a la cabeza del gobierno civil del departamento se hallaba un Intendente y la autoridad militar estaba representada por el comandante general del departamento.
De acuerdo a la Ley de División de Colombia de 25 de junio de 1824, el departamento estaba constituido por 4 provincias y 25 cantones:
- Provincia de Barcelona. Capital: Barcelona. Cantones: Barcelona, Aragua de Barcelona, Pilar, Piritu, San Diego y Pao; para un total de 6 cantones y 48 parroquias. El cantón Barcelona estaba constituido por 7 parroquias: ciudad de Barcelona, Pozuelos, San Diego, Aragüita, Bergantín, Urica y Capiricual. El cantón Aragua estaba constituido por 9 parroquias: villa de Aragua, La Margarita, Onoto, El Chaparro, Cachipo, Santa Ana, San Joaquín de Parirí, Chamariapa y Santa Rosa de Ocopí. El cantón Pilar estaba constituido por 7 parroquias: villa de El Pilar, San Bernardino, Curataquiche, Quiamare, San Mateo de Prespuntar, Caigua y El Carito. El cantón Píritu estaba constituido por 6 parroquias: villa de Píritu, Clarines, San Miguel, San Lorenzo, San Pablo y San Francisco. El cantón San Diego estaba constituido por 8 parroquias: villa de San Diego de Cabrutica, Zuata, Canasto, Santa Cruz de Orinoco, Uverito, Guaicupa, Santa Clara y San Luis de Aribí; con la viceparroquia de San Pedro de La Candelaria. El cantón Pao estaba constituido por 11 parroquias: villa de El Pao, Pariaguán, Atapirire, Múcuras, Boca del Pao, Tabaro, Caris, Merecural o Santa Gertrudis del Tigre, Soledad, Carapa y Mamo; con la viceparroquia de San Simón de Moquete.

- Provincia de Cumaná. Capital: Cumaná. Cantones: Cumaná, Carúpano, Cumanacoa, Maturín, Cariaco, Aragua Cumanés, Río Caribe y Güiria; para un total de 8 cantones y 41 parroquias. El cantón Cumaná estaba constituido por 5 parroquias: Santa Inés y Altagracia (parroquias urbanas de la ciudad de Cumaná), San Juan de Macarapana, Marigüitar y La Meseta o Santa Fe; con la viceparroquia de Manicuare. El cantón Carúpano estaba constituido por 4 parroquias: villa de Carúpano, San José de Aerocuar, El Rincón y El Pilar; con las viceparroquias de Carúpano Arriba, Cariaquito, Tunapuy y Coicuar. El cantón Cumanacoa estaba constituido por 6 parroquias: ciudad de Cumanacoa, San Fernando, Arenas, San Lorenzo, Aricagua y San Antonio de Capayacuar. El cantón Maturín estaba constituido por 9 parroquias: villa de Maturín, Punceres, Buen Pastor, Chaguaramal, Santa Bárbara de Tapirín, Aguasay, Tabasca, Uracoa y Barrancas; con la viceparroquias de Areo y Aribí. El cantón Cariaco estaba constituido por 5 parroquias: ciudad de Cariaco, Casanay, Catuaro, Santa Cruz y Santa María; con las viceparroquias de Chiguana, Cocuizas, Sopocuar, San Juan de Cotúa y Guacarapo. El cantón Aragua Cumanés estaba constituido por 6 parroquias: villa de Aragua Cumanés, Caripe, San Francisco, Guanaguana, San Félix y Caicara; con la viceparroquia de Teresén. El cantón Río Caribe estaba constituido por 2 parroquias: villa de Río Caribe y Yaguaraparo; con las viceparroquias de Puerto Santo, Chacaracuar y Unare. El cantón Güiria estaba constituido por 4 parroquias: villa de Güiria, Irapa, Soro y Punta de Piedra; con la viceparroquia de Macuro.

- Provincia de Guayana. Capital: Santo Tomás de Angostura. Cantones: Santo Tomás de Angostura, Río Negro (cabecera San Fernando de Atabapo), La Barceloneta, Alto Orinoco (cabecera Caicara), Caroni, Guayana Vieja, Caura (cabecera Moitaco), La Pastora y Upata; para un total de 9 cantones y 69 parroquias. El cantón Santo Tomás de Angostura estaba constituido por 9 parroquias: ciudad de Santo Tomás de Angostura, villa de Borbón, Cerro de Mono, Tapaquire, El Merey, La Soledad, Orocopiche, Marhuanta y Panapana. El cantón Río Negro estaba constituido por 12 parroquias: villa de San Fernando de Atabapo, San Carlos de Río Negro, Maipures, Santa Bárbara de Orinoco, Pimichín, La Esmeralda, Maroa, San Miguel de Davipe, Tiriquín, Quirabuena, Baltasar y Yavita; con las viceparroquias de Solano, Tomo y Atures. El cantón La Barceloneta estaba constituido por 4 parroquias: villa de La Barceloneta, Currucay, San Pedro de Las Bocas y San Serafín de Arabataima. El cantón Alto Orinoco estaba constituido por 9 parroquias: villa de Caicara, ciudad de Altagracia, Cuchivero, Tortuga, Carichana, La Urbana, Pueblo Nuevo o Pastora, Parguaza y Villa Flaca; con la viceparroquia de La Encaramada. El Cantón Caroní estaba constituido por 5 parroquias: villa de Caroní, San Miguel de Unata, Caruachi, Morocure y San Félix. El cantón Guayana Vieja estaba constituido por 5 parroquias: villa de Guayana Vieja, Puga, Piacoa, Santa Catalina y Sacupana. El Cantón Caura estaba constituido por 6 parroquias: ciudad de Moitaco, ciudad de La Piedra, San Pedro del Caura, San Luis de Guaraguaraico, Puruey, Camurica, Curumutopo y Aripao; con la viceparroquia de San Luis de Urbani. El cantón La Pastora estaba constituida por 12 parroquias: villa de La Pastora, Cumamo, El Miamo, Tumeremo, Santa Rosa de Cura, Tupuquén, Carapo, Guasipati, Ayma, Avechica, Puedpa y Santa Clara de Yagaravana. El Cantón Upata estaba constituido por 7 parroquias: villa de Upata, Guri, San Antonio de Huacsitono, Altagracia, Cupapuy, Santa María y El Palmar.

- Provincia de Margarita. Capital: Asunción. Cantones: Asunción y Norte (cabecera Santa Ana del Norte); para un total de 2 cantones y 9 parroquias. El cantón Asunción estaba constituido por 6 parroquias: ciudad de La Asunción, Paraguachí, Pampatar, Los Robles o El Pilar, Valle del Espíritu Santo y Pueblo de La Mar; con las viceparroquias de Conejeros, San Antonio y Manzanillo. El cantón Norte estaba constituido por 3 parroquias: villa de Santa Ana del Norte, Juan Griego y San Juan Bautista; con las viceparroquias de Valle de Pedro González, La Vecindad y Sabana Grande o Espinal.